# Gare d'Anvers-Luchtbal
Pour les articles homonymes, voir Gare d'Anvers (homonymie).
La gare d'Anvers-Luchtbal (en néerlandais station Antwerpen-Luchtbal), est une gare ferroviaire belge des lignes 12 d'Anvers-Central – frontière néerlandaise (Roosendael), 25 de Bruxelles-Nord – Anvers (Y Luchtbal) et 27A de Mortsel (Liersesteenweg) au port d'Anvers (Faisceau Rhodésie) (nl), située à Groenendaallaan au Nord de la ville d'Anvers, dans la Province d'Anvers.
Arrêt, nommé Merxem, mis en service en 1932, déplacé et renommé Luchtbal en 1956, il est de nouveau déplacé en 2006.
C'est une halte voyageurs de la Société nationale des chemins de fer belges (SNCB) desservie par des trains InterCity (IC), Suburbains (S) et d'Heure de pointe (P).

## Situation ferroviaire
Établie, sur un remblai et un pont, à environ 10 mètres d'altitude, la gare d'Anvers-Luchtbal est située au point kilométrique (PK) 8,3 de la ligne 12 d'Anvers-Central – frontière néerlandaise (Roosendael), entre les gares ouvertes d'Anvers-Central et d'Anvers-Noorderdokken, et elle est l'aboutissement au PK 47,60 de la ligne 25 de Bruxelles-Nord – Anvers (Y Luchtbal), après la gare d'Anvers-Central.
Elle est également située sur la voie classique qui rejoint le début de la LGV 4 située au passage sous l'autoroute belge A12.

## Histoire
L'arrêt de « Merxem » est mis en service le 1er février 1932, il s'agit de la création d'un nouvel arrêt par les Chemins de fer de l’État belge sur la ligne d'Anvers à Rosendael ouverte par une compagnie privée le 26 juin 1854. En 1956, l'arrêt de Merxem est fermé et déplacé, d'environ deux kilomètres plus au Sud. Il est renommé « Luchtbal » et mis en service le 6 mars 1956.
La halte est de nouveau légèrement déplacée et totalement refaite pour devenir l'aboutissement de la ligne 25 lors de la mise en service de son prolongement d'Anvers-Central à Luchtbal le 25 mars 2007. Depuis la suppression des trains de voyageurs sur la ligne de ceinture au profit du tunnel d'Anvers, les voies 4 à 6 ne sont plus utilisées pour l'arrêt des trains de voyageurs car elles ne donnent pas accès au tunnel.

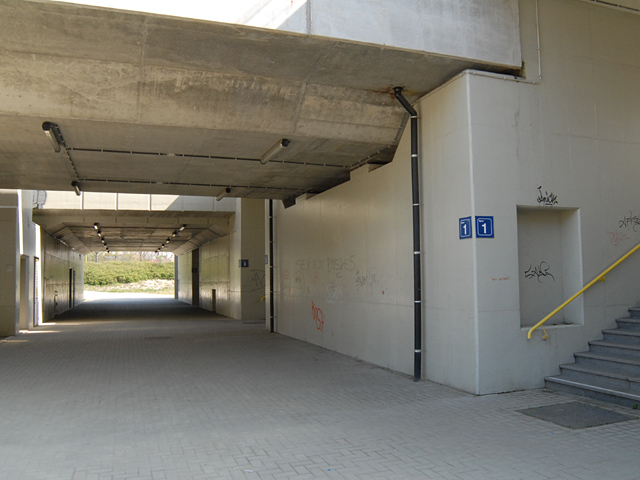
Gare d'Anvers-Luchtbal, le tunnel sous les quais en 2007.

## Service des voyageurs

### Accueil
Halte SNCB, c'est un point d'arrêt non géré (PANG) à accès libre. Elle est équipée d'automates pour l'achat de titres de transport.
La traversée des voies et l'accès aux quais s'effectuent par un passage sous voies.
La gare dispose de six voies à quai mais seules les voies 1 et 2 sont utilisées en service courant.

### Desserte
Anvers-Luchtbal est desservie par des trains InterCity (IC), Suburbains (S) et d'heure de pointe (P)
En semaine, la desserte est constituée de trains IC-05 et IC-07 reliant Essen ou Luchtbal à Charleroi-Central, via Bruxelles (deux par heure) ; de trains S de la ligne S32 du RER anversois entre Puurs, et Anvers-Central et Essen ou Rosendael (gare des Pays-Bas située à la frontière) (deux par heure) et de trains S de la ligne S35 du RER anversois reliant Anvers-Central à Noorderkempen (dans chaque sens, trois le matin et trois l'après-midi).
Un unique train P Essen - Anvers-Central circule tôt le matin.
Les week-ends et jours fériés, seuls s'arrêtent à Luchtbal les trains S32 reliant Puurs à Rosendael (au rythme d'un train par heure).

### Intermodalité
Un parc pour les vélos y est aménagé.
La gare est desservie par la ligne 6 du tramway d'Anvers et par des bus du réseau De Lijn (lignes 640, 642 et 650).

## Comptage voyageurs
Ce graphique et tableau montre le nombre de voyageurs embarquant en moyenne durant la semaine, le samedi et le dimanche.
| Nombre de passagers qui embarquent à la gare d'Anvers-Luchtbal | Nombre de passagers qui embarquent à la gare d'Anvers-Luchtbal | Nombre de passagers qui embarquent à la gare d'Anvers-Luchtbal | Nombre de passagers qui embarquent à la gare d'Anvers-Luchtbal |
|                                                                | Semaine                                                        | Samedi                                                         | Dimanche                                                       |
| -------------------------------------------------------------- | -------------------------------------------------------------- | -------------------------------------------------------------- | -------------------------------------------------------------- |
| 1977                                                           | 267                                                            | 17                                                             | 10                                                             |
| 1978                                                           | 242                                                            | 12                                                             | 31                                                             |
| 1979                                                           | 245                                                            | 20                                                             | 18                                                             |
| 1980                                                           | 212                                                            | 18                                                             | 16                                                             |
| 1981                                                           | 221                                                            | 22                                                             | 33                                                             |
| 1982                                                           | 185                                                            | 21                                                             | 17                                                             |
| 1983                                                           | 161                                                            | 21                                                             | 8                                                              |
| 1984                                                           | 148                                                            | 19                                                             | 7                                                              |
| 1985                                                           | 138                                                            | 5                                                              | 5                                                              |
| 1986                                                           | 147                                                            | 9                                                              | 10                                                             |
| 1987                                                           | 136                                                            | 8                                                              | 8                                                              |
| 1988                                                           | 120                                                            | 6                                                              | 22                                                             |
| 1989                                                           | 112                                                            | 26                                                             | 23                                                             |
| 1990                                                           | 113                                                            | 13                                                             | 8                                                              |
| 1991                                                           | 105                                                            | 20                                                             | 23                                                             |
| 1992                                                           | 108                                                            | 20                                                             | 14                                                             |
| 1993                                                           | 84                                                             | 19                                                             | 12                                                             |
| 1994                                                           | 102                                                            | 43                                                             | 22                                                             |
| 1995                                                           | 98                                                             | 40                                                             | 27                                                             |
| 1996                                                           | 99                                                             | 48                                                             | 59                                                             |
| 1997                                                           | 75                                                             | 41                                                             | 30                                                             |
| 1998                                                           | 95                                                             | 34                                                             | 30                                                             |
| 1999                                                           | 70                                                             | 41                                                             | 32                                                             |
| 2000                                                           | 68                                                             | 55                                                             | 48                                                             |
| 2001                                                           | 66                                                             | 33                                                             | 27                                                             |
| 2002                                                           | 48                                                             | 41                                                             | 31                                                             |
| 2003                                                           | 54                                                             | 50                                                             | 28                                                             |
| 2004                                                           | 114                                                            | 43                                                             | 35                                                             |
| 2005                                                           | 129                                                            | 45                                                             | 40                                                             |
| 2006                                                           | 159                                                            | 46                                                             | 36                                                             |
| 2007                                                           | 125                                                            | 41                                                             | 47                                                             |
| 2008                                                           | -                                                              | -                                                              | -                                                              |
| 2009                                                           | 170                                                            | 46                                                             | 17                                                             |
| 2010                                                           | -                                                              | -                                                              | -                                                              |
| 2011                                                           | -                                                              | -                                                              | -                                                              |
| 2012                                                           | 223                                                            | 135                                                            | 33                                                             |
| 2013                                                           | 180                                                            | 96                                                             | 55                                                             |
| 2014                                                           | 211                                                            | 48                                                             | 34                                                             |
| 2015                                                           | 163                                                            | 82                                                             | 41                                                             |
| 2016                                                           | 215                                                            | 34                                                             | 31                                                             |
| 2017                                                           | 250                                                            | 87                                                             | 68                                                             |
| 2018                                                           | 576                                                            | 92                                                             | 103                                                            |
| 2019                                                           | 1082                                                           | 161                                                            | 93                                                             |
| 2020                                                           | 393                                                            | 98                                                             | 50                                                             |
| 2021                                                           | -                                                              | -                                                              | -                                                              |
| 2022                                                           | 786                                                            | 60                                                             | 36                                                             |
| 2023                                                           | 532                                                            | 127                                                            | 117                                                            |
| 2024                                                           | 858                                                            | 176                                                            | 104                                                            |